# Preservacionista
Um preservacionista é geralmente entendido como "preservacionista histórico": aquele que defende a preservação de edifícios, estruturas, objetos ou locais significativos do ponto de vista arquitetônico ou histórico da demolição ou degradação. A preservação histórica geralmente se refere à preservação do ambiente construído, não à preservação de, por exemplo, florestas primitivas ou áreas selvagens.
O termo "preservacionista" é, no entanto, às vezes usado de forma descritiva em outros contextos, principalmente no que diz respeito à linguagem e ao meio ambiente.

## Outros usos do termo
Pessoas que trabalham para preservar línguas antigas ou ameaçadas de extinção são chamadas de preservacionistas linguísticos.
O termo "preservacionista" também é algumas vezes usado no campo do ambientalismo natural, mas enquanto os movimentos conservacionistas do ambiente natural preservam os ecossistemas e o ambiente natural, esse movimento é amplamente conhecido como conservação ou ambientalismo.
O preservacionismo foi definido por Richard Heinberg em seu livro Powerdown: Options and Actions for a Post-Carbon World como uma distinção entre grupos de sobrevivência que desejam apenas sobreviver a um colapso da civilização e comunidades preservacionistas que desejam preservar o máximo possível da cultura humana em o evento de colapso.

## Preservacionistas históricos notáveis
Alguns dos preservacionistas históricos notáveis que são ou foram defensores da proteção do ambiente construído incluem:
- Michael Henry Adams (historiador, escritor e ativista americano)
- Simeon Bankoff (preservacionista e ativista americano)
- Katharine Seymour Day (1870-1964) (preservacionista americana de Hartford, Connecticut)
- Fred Dibnah (steeplejack, engenheiro mecânico e ativista de preservação inglês)
- Ann Pamela Cunningham (1816–1875) (ativista pioneira americana)
- James Marston Fitch (1909–2000) (arquiteto, professor e ativista americano)
- Margot Gayle (1908–2008) (jornalista e ativista americana)
- Jane Jacobs (1916–2006) (escritora e ativista americana-canadense)
- Carolyn Kent (1935–2009) (ativista de Upper Manhattan)
- Carlos, Príncipe de Gales (ativista britânico)
- Jacqueline Kennedy Onassis (1924–1994) (ativista e escritora americana)
- W. Brown Morton III (historiador, escritor, ativista governamental e internacional americano)
- William J. Murtagh (historiador governamental e escritor americano)
- Lee H. Nelson  (1927–1994) (gestor governamental, escritor e professor americano)
- Charles E. Peterson (1906–2004) (ativista seminal americano)
- Halina Rosenthal (1918–1991) (ativista de Upper East Side)
- George Sheldon (1818–1916) (senador, fazendeiro e escritor americano)
- Arlene Simon (ativista de Upper West Side)
- John Ruskin (1819-20–1900) (crítico de arte, aquarelista, pensador social e filantropo britânico)
- Eugène Viollet-le-Duc (1814–1879) (arquiteto e teórico francês)
- Walter Muir Whitehill (1908–2008) (autor e historiador americano)
- Les Beilinson AIA (1946-2013) (arquiteto e preservacionista de South Beach)
- L. T. C. Rolt (1910-1974) (escritor, biógrafo e preservacionista inglês)
- Nancy (Boyd) Willey (1902-1998) (preservacionista histórica e ativista ambiental, salvou Northwest Creek e Barcelona Neck do desenvolvimento).